# Crotram

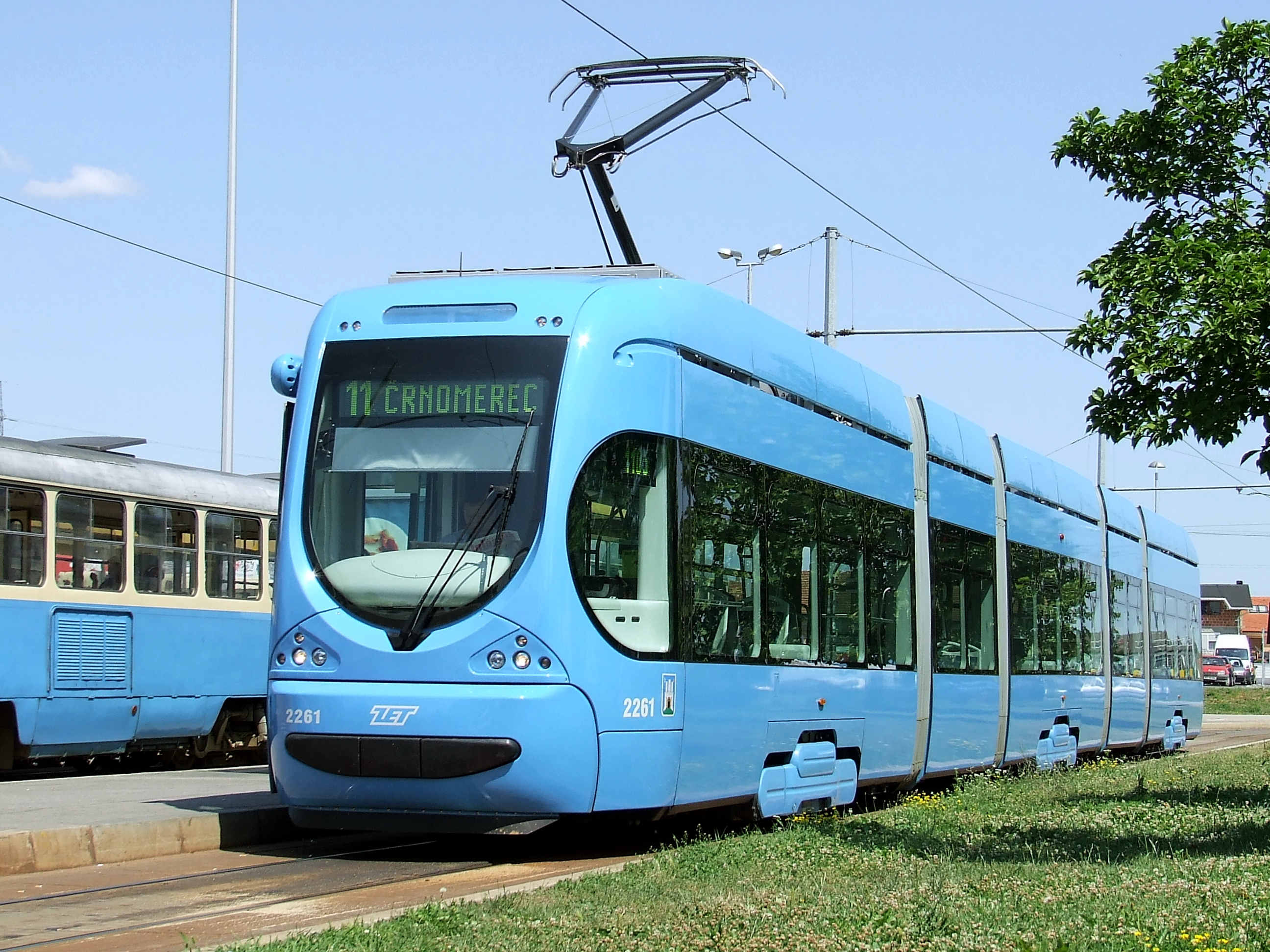
TMK 2200

A Crotram egy horvát villamosgyártó konzorcium.
A konzorcium két horvát cégből áll, akik az első horvát alacsony padlós villamost, a TMK 2200-at gyártják. Európában rajtuk kívül csak 11 cég (a francia Alstom, az olasz Ansaldobreda, a kanadai Bombardier, a spanyol CAF, az olasz Fiat, a német Leoliner, a lengyel Pesa, a német Siemens, a cseh Škoda, a lengyel Solaris és a svájci Stadler) gyárt alacsony padlós villamosokat. A konzorciumot alkotó cégek az Elektroindustrija Končar és a Gredelj Archiválva 2021. március 8-i dátummal a Wayback Machine-ben, mindkettő Zágrábból. Habár mindegyik cég  azonos fontosságú a konzorciumban, a Gredlej a villamos értékének csupán 13%-át állítja elő a jármű karosszériájának gyártásával. A Končar végzi a villamos berendezések és az elektronika beszerelését valamint a végszerelést . Eleinte a Đuro Đaković is a konzurcium tagja volt, de röviddel a projekt megindulása után kilépett, mikor a hidraulikus rendszer és a forgóváz  fejlesztése és gyártása két német céghez került (Systemtechnik GmbH & Co. KG, Antriebstechnik GmbH). A villamos így, nagyjából 70%-ban horvát gyártmány.
A konzorcium neve nyilvánvalóan az angol Croatia és tram (Horvátország, illetve villamos) szavakból ered

## TMK 2200

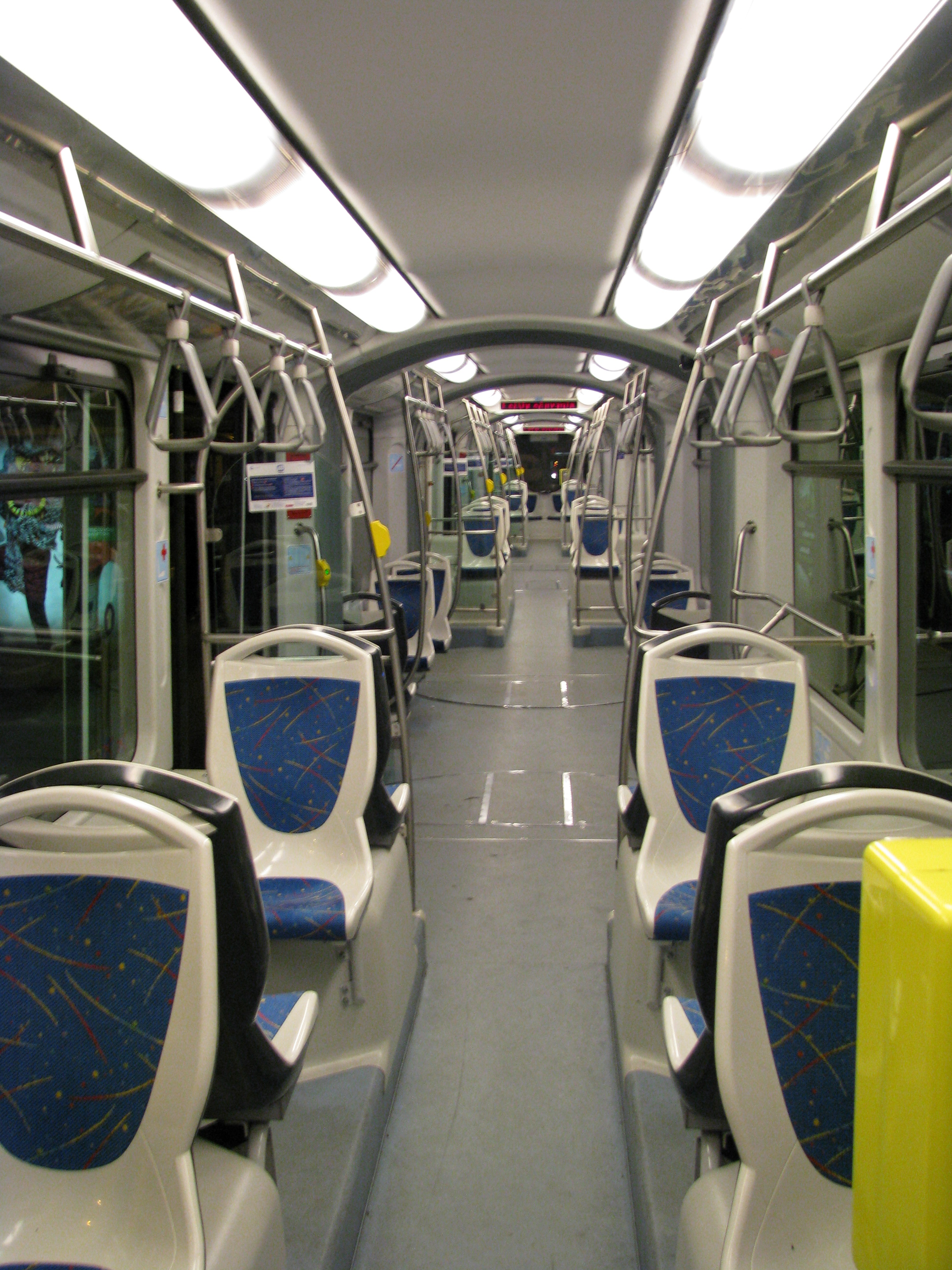
A TMK 2200 utastere

A TMK 2200 (más néven ZET 2200, NT 2200) egy 100%-ban alacsony padlós villamos. Jelenleg Zágráb (Horvátország)  városában a ZET (Zágráb tömegközlekedési vállalata) üzemelteti a típust. Itt a nyomtáv 1000 milliméter, azaz keskeny nyomközű a hálózat . A ZET 70 járművet rendelt 2003-ban miután a Crotram konzorcium alacsony árajánlata alapján megnyerte a közbeszerzési eljárást a Siemens Combino és az Ansaldobreda S.P.A Sirio nevű típusával szemben. A villamosok a hálózat adottságainak megfelelően egyoldaliak és egyirányúak (azaz csak a jármű egyik oldalán vannak ajtók és csak az egyik végén van vezetőállás, a végállomásokon hurokforduló segítségével 'állnak irányba').
A szerződésnek megfelelően 2005 tavasza és 2007. május 29 között került leszállításra az első 70 villamos. Mivel a ZET elégedett volt a járművek minőségével 2007 közepén további 70 darabot rendelt, ami 2009. májusáig lesz átadva. A 100. villamos ünnepélyes átadása 2009. január 6-án volt. A jármű a szokatlan 22100 pályaszámmal állt forgalomba. A ZET által rendelt mind a 140 villamos 32 méter hosszú, 5 modulból áll, de a ZET további 60 rövidebb (3 modul, nagyjából 21 méter) villamos vásárlását jelentette be.
A második széria ára 130 millió euró (egy jármű 1,85 millió euró) ami magasabb mint a 2003-ban rendelt villamosok 112 millió eurós ára. Az alacsonyabb termelési költségeknek köszönhetően a megnövekedett ár még mindig nagyon versenyképes összehasonlítva a nyugat-európai árakkal ahol egy villamos ára akár 2,5 millió euró is lehet.
A TMK 2200-as sorozat iránt már külföldi városok is kifejezték érdeklődésüket.  Varsó, több francia város, Rabat és Casablanca (Marokkó), de még  az ausztrál Melbourne is. Néhány konkrét előkészület is lezajlott már:
- A łódźi Regionális Villamos (Lodzki Tramwaj Regionalny, Zgierz-Łódź-Pabianice) fejlesztésére kiírt nyílt közbeszerzési eljárást  a Crotram nyerte, de az eredményt végül megsemmisítették és a lengyel PESA[halott link] nyerte a megismételt tendert.
- 2006 szeptemberében megállapodást kötöttek a belgrádi hatóságokkal egy villamos átadására tesztelésre, ám végül ez nem valósult meg.
- 2007-ben a finn HKL (Helsinki közlekedési vállalata) érdeklődött a TMK 2200 után. A Končar a ZET egy járművét (2263 pályaszám) küldte Helsinkibe 2007 december 5-én. A HKL-nek a hálózat növekedése és az 1970-es években gyártott Valmet Nr 1 típusú villamosok kiváltása, valamint az alacsony padlós Bombardier Variotram villamosok kiváltása miatt van szüksége új villamosokra. A HKL 40 darabot vett a Bombardier Variotramtípusból, de a nagyon rossz rendelkezésre állásuk miatt elkezdtek új típus után nézni, többek közt a Crotram villamosa is esélyes. Ha a HKL rendelne a TMK 2200 típusból egy rövidebb változatára lenne szükség. A tesztüzem során az utasoktól kritikát kapott a TMK 2200 a kevés ülőhely és lábtér valamint zajossága miatt.
- 2008-ban Zágráb Szófiának (Bulgária) adott egy járművet tesztelésre. 2008 októberében érkezett a 2282 pályaszámú villamos Szófiába, ahol 1009 milliméter a nyomtáv.

A Crotram 2008-ban a ZET 2287 pályaszámú villamosával részt vett a két évente Berlinben megrendezésre kerülő InnoTrans kiállításon is.

## Technikai jellemzők
A villamos 32 méter hosszú, 3 forgóvázas és két befüggesztett  szekcióból áll. A modul rendszer azonban lehetőséget ad hosszabb vagy rövidebb változatok gyártására is. A jövőben szélesebb, normál nyomtávú (1435 milliméter) változat is készül, a tervek szerint 2010-re.
A villamos teljesen számítógépes vezérlésű, 43 számítógép vezérli és felügyeli a jármű összes funkcióját. Meghajtása aszinkron motoros, a forgóvázak tengely nélküliek így lehet a villamos alacsony padlós. A felfüggesztés és a csuklószerkezet hidraulikus. A villamos maximális sebessége 70 km/h, elektronikusan leszabályozva. A járművek légkondicionáltak, zártláncú kamerás megfigyelő rendszerrel ellátottak. A villamosok belépési magassága 300 milliméter, ami a jármű belsejében 350 milliméterig emelkedik ezáltal a mozgáskorlátozott utasok is könnyen tudják használni.
Technikai adatok:
- Üzemeltető: ZET Zágráb
- Tápfeszültség: 600V DC
- Beépített motorteljesítmény: 390 kW
- Kerékképlet: Bo+Bo+Bo+
- Nyomtáv: 1000 mm
- Legkisebb bejárható ívsugár: 16,5 m
- Hossz: 32000 mm
- Szélesség: 2300 mm
- Ülő- és állóhely: 46/156 (4 fő/m2)

## Galéria

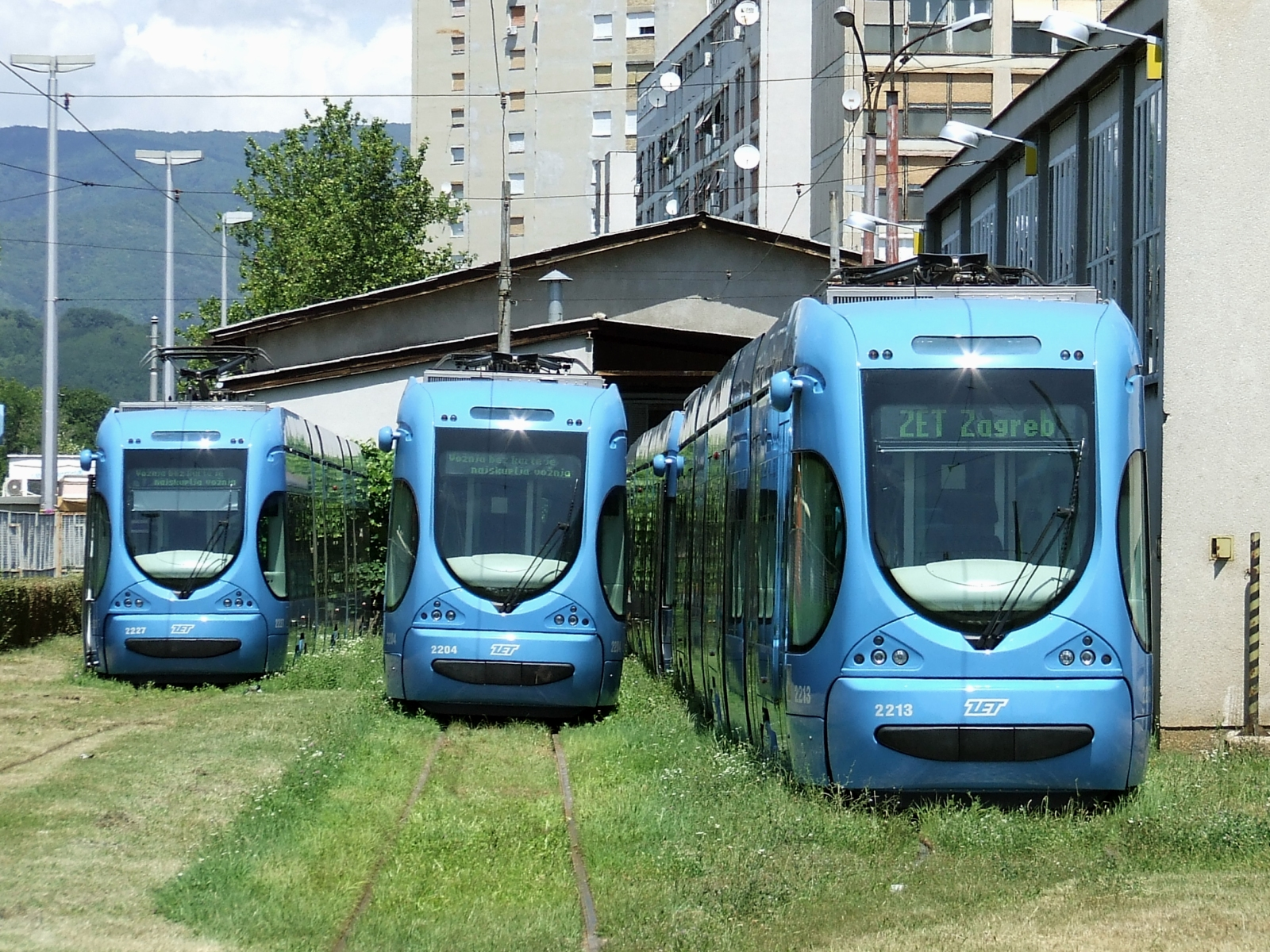
Hárman a remízben
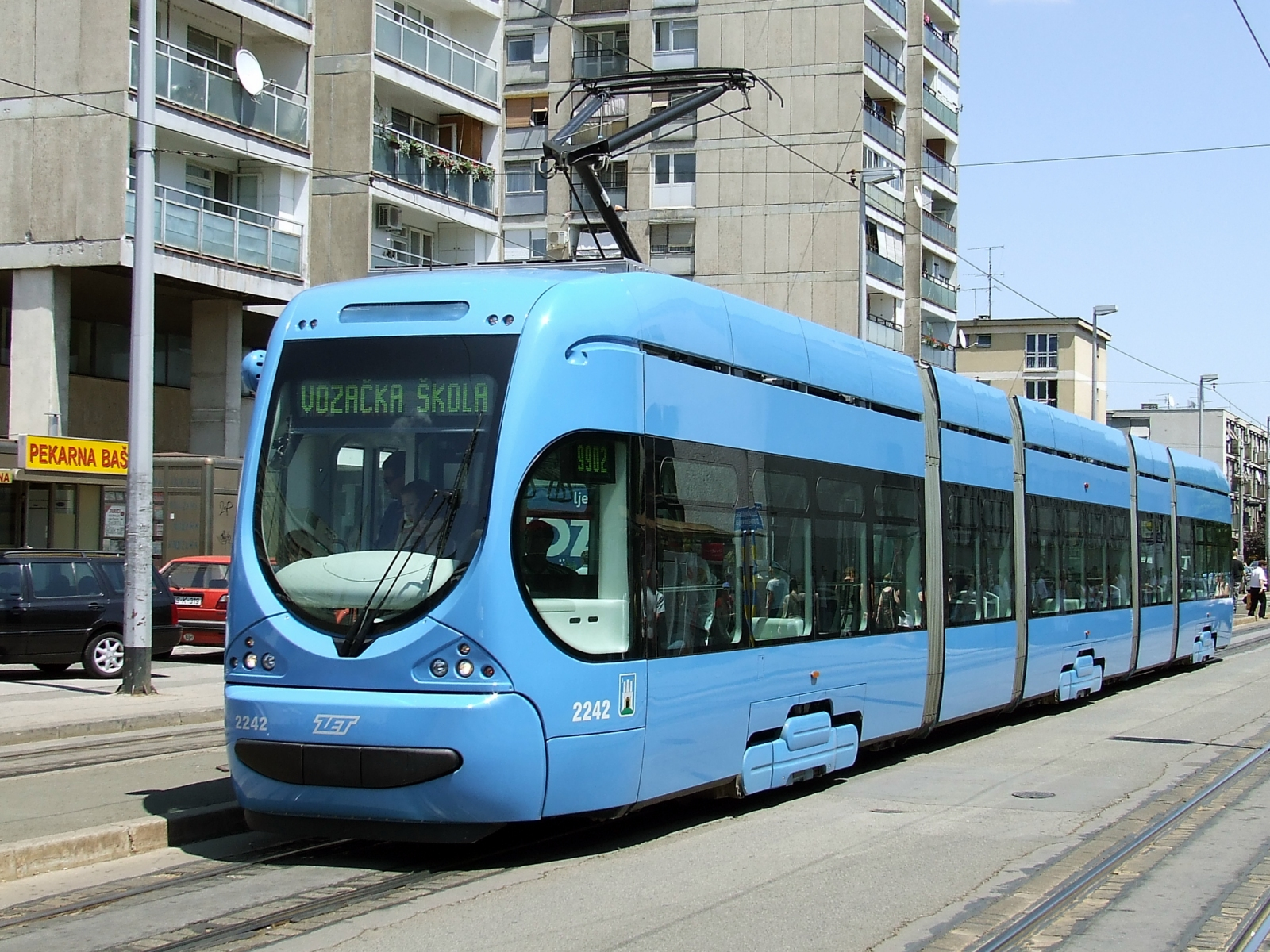
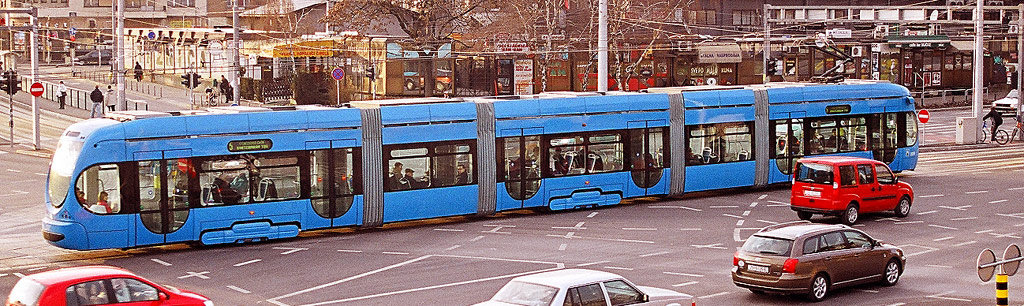
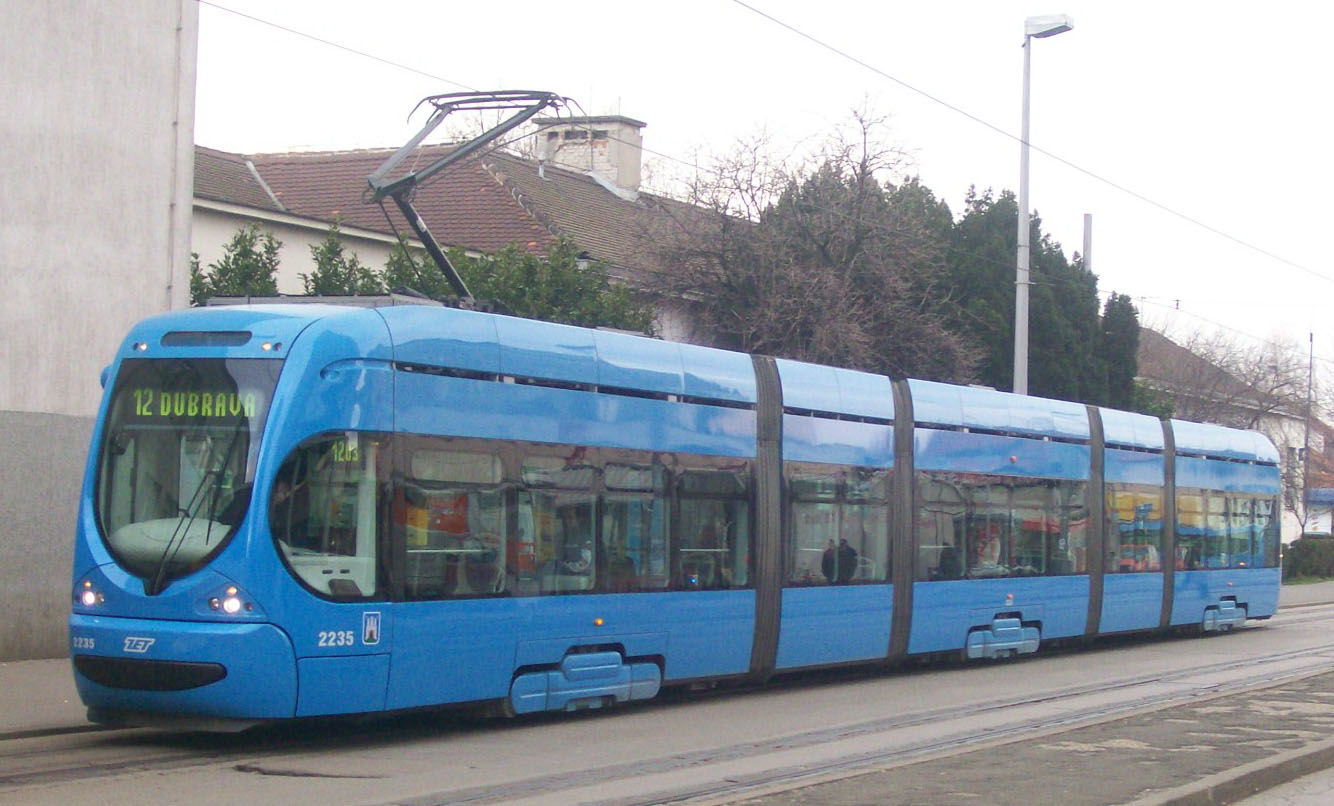

## Fordítás
- Ez a szócikk részben vagy egészben a Crotram című angol Wikipédia-szócikk ezen változatának fordításán alapul.  Az eredeti cikk szerkesztőit annak laptörténete sorolja fel. Ez a jelzés csupán a megfogalmazás eredetét és a szerzői jogokat jelzi, nem szolgál a cikkben szereplő információk forrásmegjelöléseként.

## Egyéb hivatkozások a TMK 2200 villamosra
- Képek a TMK 2200-ról Archiválva 2015. december 7-i dátummal a Wayback Machine-ben
- Képek
- Končar
- Gredelj
- Crotram a Veke honlapján
- Crotram Szófiában[halott link]